# Boza (cantante)
Humberto Ceballos Boza (Ciudad de Panamá, 25 de julio de 1997 ), más conocido por su nombre artístico Boza, es un cantautor panameño, que se hizo conocido en Panamá por cantar plena panameña.
Inició su carrera en 2015 al incursionar en la música urbana. Su estilo se caracteriza por la fusión entre los géneros dancehall y R&B con el estilo panameño «canela». En abril de 2017 se unió a la discográfica Panama Music, y los años posteriores lanzó canciones como «Ratas y ratones», «Lollipop» y «Me mató», las cuales le permitieron obtener reconocimiento internacional. En abril de 2019 firmó con Sony Music Centroamérica, convirtiéndose así en el primer artista panameño en firmar con la discográfica.
En junio de 2019 anunció que su álbum debut estaba en desarrollo. En septiembre del mismo año lanzó el primer sencillo del álbum titulado «En 4 vente».
En mayo del 2021 lanzó «Perreito Salvaje» con la cantante argentina Emilia Mernes esto después sus gran éxito «Hecha Pa' Mi».

## Biografía
| «Cantar no era algo que estaba en mis planes a futuro; yo quería ser futbolista, pero por escasos recursos no se podía.La música surgió porque pasó de un amigo a otro. Me escuchaban en esquinas y fue en mi primera presentación, que fue bastante sencilla, cuando le comentaron a Faster [DJ y productor musical] sobre mí. Él me introdujo en la música desde el día cero y hasta el sol de hoy somos lo que somos, gracias a él» —Boza en una entrevista con La Teja. |

Boza ha comentado que desde pequeño sintió interés por el fútbol, y quería desempeñarse como un futbolista profesional. Sin embargo, por diversas razones decidió adentrase en la música. En su infancia solía cantarles a sus amigos encima de una refrigeradora vieja, y estos quedaron asombrados por sus cualidades musicales y decidieron hablarle a un productor musical sobre él. Saltó a la fama en Panamá en 2015 con la canción «Bandolera» junto con los cantantes también panameños Yemil y El Tachi.
En junio de 2021 Spotify la famosa plataforma de música a nivel mundial, lanzó hace poco el documental del artista panameño.
En este documental Boza habla de su carrera, que no fue él quien encontró la música, fue ella quien llegó a él por casualidades de la vida. En el proyecto se pueden ver fotografías que muestra su madre de cuando estaba bebé. "Siempre supimos que él guardaba muchos anhelos", dijo su madre.
Sus amigos del barrio también tuvieron participación en el video. "Siempre estuvo enfocado en la música", dijo uno, mientras que su productor contó que él es un "pelao' de la calle.
Boza también explicó qué fue lo que lo hizo cambiar para bien tras pisar la cárcel por posesión ilegal de arma de fuego: "La cárcel no fue quien me cambió, sino ver a mi mamá en la primera visita rota".
Boza grabó el documental en español, mientras que la plataforma le puso traducción al inglés.

## Carrera
Boza empezó a sonar en Panamá en el 2015 cuando tenía apenas 17 años. Su primer tema fue " Canelas" pero su popularidad se encendió con Bandolera, el sencillo de Yemil y Tachi. Era una de las caras frescas de la nueva ola de panameños que con dancehall, reggae en español, trap y contenido explícito fluían en una categoría musical que denominaron “canela”. Inmediatamente fueron criticados por artistas del pasado e intentaron censurarlos, como suele ocurrir con los sonidos creados por una generación joven.
El Chombo figura legendaria de la música latina es uno de los principales detractores de la canela.
En abril de 2017 se incorporó al sello discográfico Panama Music, liderado por Januario Crespo, quien firmó los derechos para representar al ídolo. En los años siguientes, lanzó canciones como "Ratas y ratones", "Lollipop" y "Me mató", lo que le permitió obtener el reconocimiento internacional. Este crédito musical es para el productor discográfico panameño Irving Quintero "Faster", quien asegura que el artista seguirá manteniendo su esencia, confirmando el talento y versatilidad que posee a la hora de interpretar. En abril de 2019 firmó con Sony Music Latin, convirtiéndose así en el primer artista panameño en firmar con la discográfica.

## Productoras
En el 2017 decide trabajar de lleno nuevamente en conjunto con la empresa Panama Music liderada por Januario Crespo, quién firmó los derechos de representación del ídolo.
Este crédito musical se lo lleva "Faster" productor que asevera que el artista seguirá manteniendo su esencia, confirmando el talento y versatilidad que posee cuando de interpretación se trata.
El 10 de abril de 2019 firmó con Sony Music Centroamérica y Caribe, logrando así para el artista representar el comienzo de un gran sueño. También se convierte así en el primero de su género que firma en Panamá con el sello discográfico.

## Sencillos

#### Como artista principal
| Título                           | Año  | Posiciones | Posiciones | Posiciones | Posiciones | Posiciones | Posiciones | Posiciones | Posiciones | Posiciones | Posiciones | Álbum                                 |
| Título                           | Año  | PAN        | ARG        | COL        | CR         | ITA        | PER        | POR        | SPA        | SWI        | US Latin   | Álbum                                 |
| -------------------------------- | ---- | ---------- | ---------- | ---------- | ---------- | ---------- | ---------- | ---------- | ---------- | ---------- | ---------- | ------------------------------------- |
| "Canelas"                        | 2014 | –          | –          | –          | –          | –          | –          | –          | –          | –          | –          | Sin álbum                             |
| "Ahora Me Llamas" (con Mystical) | 2015 | –          | –          | –          | –          | –          | –          | –          | –          | –          | –          | Sin álbum                             |
| "Vil Diva"                       | 2015 | –          | –          | –          | –          | –          | –          | –          | –          | –          | –          | Sin álbum                             |
| "Prohibida"                      | 2015 | –          | –          | –          | –          | –          | –          | –          | –          | –          | –          | Sin álbum                             |
| "El Muñeco"                      | 2015 | –          | –          | –          | –          | –          | –          | –          | –          | –          | –          | Sin álbum                             |
| "Era Mentira" (con Miguel Ángel) | 2015 | –          | –          | –          | –          | –          | –          | –          | –          | –          | –          | Sin álbum                             |
| "Desahogo"                       | 2015 | –          | –          | –          | –          | –          | –          | –          | –          | –          | –          | Sin álbum                             |
| "Para Que"                       | 2016 | –          | –          | –          | –          | –          | –          | –          | –          | –          | –          | Sin álbum                             |
| "Long Time"                      | 2016 | –          | –          | –          | –          | –          | –          | –          | –          | –          | –          | Sin álbum                             |
| "Me Extrañas"                    | 2016 | –          | –          | –          | –          | –          | –          | –          | –          | –          | –          | Sin álbum                             |
| "Check One Way"                  | 2016 | –          | –          | –          | –          | –          | –          | –          | –          | –          | –          | Sin álbum                             |
| "Perro de la Vida" (con Yemil)   | 2016 | –          | –          | –          | –          | –          | –          | –          | –          | –          | –          | Sin álbum                             |
| "Al Igual que Tú"                | 2016 | –          | –          | –          | –          | –          | –          | –          | –          | –          | –          | Sin álbum                             |
| "Shobull Choque"                 | 2016 | –          | –          | –          | –          | –          | –          | –          | –          | –          | –          | Sin álbum                             |
| "Reina Sin King"                 | 2016 | –          | –          | –          | –          | –          | –          | –          | –          | –          | –          | Sin álbum                             |
| "Noche de Gala"                  | 2017 | –          | –          | –          | –          | –          | –          | –          | –          | –          | –          | Sin álbum                             |
| "Lighta"                         | 2017 | –          | –          | –          | –          | –          | –          | –          | –          | –          | –          | Sin álbum                             |
| "Real Pomposa"                   | 2017 | –          | –          | –          | –          | –          | –          | –          | –          | –          | –          | Sin álbum                             |
| "Bomba de Tiempo"                | 2018 | –          | –          | –          | –          | –          | –          | –          | –          | –          | –          | Sin álbum                             |
| "Hoy"                            | 2018 | –          | –          | –          | –          | –          | –          | –          | –          | –          | –          | Sin álbum                             |
| "Ratas y Ratones"                | 2018 | –          | –          | –          | –          | –          | –          | –          | –          | –          | –          | Sin álbum                             |
| "Bamboleo"                       | 2018 | –          | –          | –          | –          | –          | –          | –          | –          | –          | –          | Sin álbum                             |
| "Qué Será de Mi Ex"              | 2018 | –          | –          | –          | –          | –          | –          | –          | –          | –          | –          | Sin álbum                             |
| "Ya no hay más amor"             | 2018 | –          | –          | –          | –          | –          | –          | –          | –          | –          | –          | Sin álbum                             |
| "Vine por ti" (con Carlienis)    | 2018 | –          | –          | –          | –          | –          | –          | –          | –          | –          | –          | Sin álbum                             |
| "Vamo' a prender" (con El Tachi) | 2018 | –          | –          | –          | –          | –          | –          | –          | –          | –          | –          | Sin álbum                             |
| "Lollipop"                       | 2018 | 8          | –          | –          | –          | –          | –          | –          | –          | –          | –          | Sin álbum                             |
| "Un nuevo amanecer"              | 2018 | –          | –          | –          | –          | –          | –          | –          | –          | –          | –          | Sin álbum                             |
| "Me Mató"                        | 2019 | –          | –          | –          | –          | –          | –          | –          | –          | –          | –          | Sin álbum                             |
| "En 4 Vente"                     | 2019 | –          | –          | –          | –          | –          | –          | –          | –          | –          | –          | Sin álbum                             |
| "Party En Mi Casa"               | 2020 | 3          | –          | –          | –          | –          | –          | –          | –          | –          | –          | Sonrisas Tristes y Más Negro que Rojo |
| "Odiarte"                        | 2020 | –          | –          | –          | –          | –          | –          | –          | –          | –          | –          | Sonrisas Tristes y Más Negro que Rojo |
| "Bandida"                        | 2020 | 2          | –          | –          | –          | –          | –          | –          | –          | –          | –          | Más Negro que Rojo                    |
| "Hecha Pa' Mi"                   | 2020 | 4          | 16         | 4          | 6          | 9          | 3          | 20         | 5          | 56         | 36         | Más Negro que Rojo                    |
| "Ella"                           | 2021 | 3          | –          | –          | –          | –          | –          | –          | –          | –          | –          | Ella                                  |

#### Como artista invitado
| Título                                                                                          | Año  | Posiciones | Posiciones |           |
| Título                                                                                          | Año  | PAN        | ARG        | Álbum     |
| ----------------------------------------------------------------------------------------------- | ---- | ---------- | ---------- | --------- |
| "Bandolera" (Yemil con Tachi y Boza)                                                            | 2015 | –          | –          | Sin álbum |
| "Señora Chanel" (Baby Wally con Boza)                                                           | 2015 | –          | –          | Sin álbum |
| "Monótono" (Dubosky con Sech, Mr. Fox, Yemil, Jay Fire y Boza)                                  | 2016 | –          | –          | Sin álbum |
| "Me Enamoró (Remix)" (Los Rakas con Tobe Love y Boza)                                           | 2016 | –          | –          | Sin álbum |
| "Pareja Explosiva" (Mista Bombo con BCA y Boza)                                                 | 2018 | –          | –          | Sin álbum |
| "Deja La Envidia" (Chamaco con Boza)                                                            | 2019 | –          | –          | Sin álbum |
| "Maldad" (BCA con Boza)                                                                         | 2020 | 12         | –          | Sin álbum |
| "Bebe" (Joey Montana con Boza)                                                                  | 2021 | 8          | –          | Sin álbum |
| "Otra Baby" (Akim, Dalex and Beéle con Boza)                                                    | 2021 | –          | –          | Sin álbum |
| "Perreito Salvaje" (Emilia Mernes con Boza) Archivado el 19 de mayo de 2021 en Wayback Machine. | 2021 | –          | –          | Sin álbum |
| "Apretaito" (Ozuna con Boza)                                                                    | 2022 | –          | –          |           |